# Scrappy-Doo
Scrappy Doo è un immaginario cucciolo di alano creato da Hanna-Barbera nel 1979, nipote di Scooby-Doo. Scrappy è apparso in numerose incarnazioni della serie di cartoni animati Scooby-Doo. Nella prima serie del 1979, la sua voce era di Lennie Weinrib, dal 1980 in poi la sua voce è stata quella di Don Messick (la stessa di Scooby).

## Il personaggio
È nipote di Scooby e aiuta lui e i ragazzi a risolvere i misteri.
Scrappy-Doo fece la sua prima comparsa nel 1979 nell'episodio "The Scarab Lives": la sua aggiunta improvvisa salvò lo show dalla cancellazione da parte dei produttori televisivi. Subito dopo che Scrappy fu aggiunto come nuovo personaggio della banda lo show fu rinominato The Scooby and Scrappy Doo Show. Il suo carattere simpatico e combattivo (infatti "scrappy" in inglese vuol dire rissoso) lo ha reso uno dei personaggi più affascinanti e simpatici della serie di Scooby-Doo. Scrappy Doo è stato affidato a suo zio Scooby quando era appena nato e da allora egli non fa altro che aiutare lo zio nella risoluzione di alcuni misteri.
Scrappy Doo ha un carattere del tutto diverso da quello di suo zio Scooby; egli infatti tenta di sconfiggere a pugni tutti i mostri e i fantasmi che incontra (urlando le sue tipiche frasi: "Potere ai piccoli!" e "Viva i bassetti!") costringendo il resto della banda a salvarlo. Inoltre Scrappy è molto allegro e vivace e riesce grazie alla sua astuzia a risolvere molti misteri. Pur essendo un cucciolo è molto forte, infatti quando Scooby-Doo ha paura e scappa, Scrappy lo tira per la coda e cerca di affrontare il mostro con lui.
Scrappy Doo ha fatto la sua comparsa nei cartoni di Scooby Doo in più di 180 episodi diversi dal 1979 al 1986. Tuttavia, nonostante un iniziale successo nelle prime apparizioni, la sua presenza negli anni successivi è stata criticata per aver avuto un effetto negativo sulle varie serie Scooby-Doo degli anni '80.Il personaggio è stato pertanto rimosso dalla serie nel 1988.
È anche apparso nei film Scooby-Doo e i Boo Brothers, Scooby-Doo e la scuola del brivido e Scooby-Doo e il lupo mannaro. Ha fatto anche diversi cameo nei film e serie successive, che ironizzano sul suo scarso successo.
Nel film con attori in live-action del 2002, Scrappy viene relegato al ruolo dell'antagonista principale che cerca di attuare il suo malefico piano di vendetta nei confronti della Misteri & Affini che lo aveva scaricato nella strada deserta, venendo alla fine smascherato dal quintetto come ogni cattivo della serie. In questa occasione è stato doppiato da Scott Innes.
In una funzione bonus del DVD del film Aloha, Scooby-Doo! del 2005, Fred menziona un sesto membro della banda, causando shock e sgomento al resto del gruppo. Shaggy gli risponde dicendo che non avrebbero dovuto parlare di Scrappy, ma Fred rivela che in realtà si stava riferendo alla Mystery Machine.
In Scooby-Doo e il re dei Goblin del 2008 appare una bancarella con dei pupazzi che lo raffigurano.
Nell'episodio Il canto della Sirena della serie animata del 2012, Scooby-Doo! Mystery Incorporated, mentre Fred e Daphne visitano un museo con delle statue dei loro vecchi nemici sconfitti, scorgono anche una statua di Scrappy. Daphne dice di non essersene mai accorta prima, e Fred la trascina via ricordandogli che avevano giurato di non parlare mai più di lui. Questo è nuovamente un riferimento agli eventi del film live-action del 2002 e anche al fatto che fu rimosso dalla serie perché considerato causa del declino dello show.
In Scooby-Doo! e la maledizione del tredicesimo fantasma viene nominato nel finale da Flim Flam, ma i membri della gang sembrano non conoscerlo e Velma addirittura chiede "Chi è Scrappy?".
Scrappy è riapparso nuovamente come antagonista principale nella seconda e ultima stagione della serie animata per adulti su HBO Max Velma.

## Apparizioni

### Serie
- Scooby-Doo & Scrappy-Doo (1979-1980)
- Le allegre avventure di Scooby-Doo e i suoi amici (episodi di sette minuti del 1980-1982)
- The Scooby-Doo/Scrappy-Doo/Puppy Hour (1982)
- The All-New Scooby and Scrappy-Doo Show (1983-1984)
- I 13 fantasmi di Scooby-Doo (1985)
- Scooby-Doo! Mystery Incorporated (2010-2013) cameo
- Wacky Races (2017) - camei in tre episodi
- Velma (2023)

È anche apparso nell'episodio Persi nel parcheggio (Parte seconda) della serie Drawn Together.

### Film
- Scooby-Doo e i Boo Brothers (1987)
- Scooby-Doo e la scuola del brivido (1988)
- Scooby-Doo e il lupo mannaro (1988)
- Scooby-Doo (2002)